# Полет 178 на „Ер Франс“
Полет 178 на „Ер Франс“ е редовен е международен пътнически полет от летище Орли, Париж, Франция, до международното летище Тансоннят, Сайгон, Виетнам, с междинни планирани спирания в Ница (Франция), Бейрут (Ливан), Багдад (Ирак), Карачи (Пакистан) и Колката (Индия), управляван от „Ер Франс“. На 1 септември 1953 г. самолетът „Локхийд L749A Супер Констелейшън“, който изпълнява, се разбива в масива Пелат във Френските Алпи близо до Барселонет, по време на първия етап от маршрута между Париж и Ница. Всички 42 души на борда са убити, включително френският цигулар Жак Тибо и френският пианист Рене Ербен.
Разследването на произшествието установява контролиран полет в терена като причина.